# Кулыкольский сельский округ (Акжарский район)
Кулыкольский сельский округ (каз. Қулыкөл ауылдық округі) — административная единица в составе Акжарского района Северо-Казахстанской области Казахстана. Административный центр — село Кулыколь.
Население — 1171 человек (2009, 1576 в 1999, 1953 в 1989).

## История
27 июня 2000 года совместным решением 4 сессии Северо-Казахстанского областного маслихата и акима области образован Кулыкольский сельский округ путём выделения его территории из состава Талшикского сельского округа.

## Состав
В состав округа входят такие населенные пункты:
| Населенный пункт | Население, человек (1989) | Население, человек (1999) | Население, человек (2009) |
| ---------------- | ------------------------- | ------------------------- | ------------------------- |
| Карашилик, село  | 651                       | 536                       | 372                       |
| Кулыколь, село   | 1302                      | 1040                      | 799                       |